# Nova Gorica Sports Park
Het Nova Gorica Sports Park is een multifunctioneel stadion in Nova Gorica, een plaats in Slovenië.
Het stadion werd geopend in 1964. Er vonden renovaties plaats in 1994, 2004 en 2006. In het stadion is plaats voor 3.066 toeschouwers. Het stadion wordt vooral gebruikt voor voetbalwedstrijden, de voetbalclub ND Gorica maakt gebruik van dit stadion. Het nationale voetbalelftal heeft een aantal keer in dit stadion een interland gespeeld.

## Interlands
| Voetbalinterlands | Voetbalinterlands | Voetbalinterlands      | Voetbalinterlands | Voetbalinterlands | Voetbalinterlands |
| №                 | Datum             | Wedstrijd              | Uitslag           | Competitie        | Toeschouwers      |
| ----------------- | ----------------- | ---------------------- | ----------------- | ----------------- | ----------------- |
| 1                 | 12 februari 2003  | Slovenië – Zwitserland | 1–5               | Vriendschappelijk | 3.000             |
| 2                 | 6 februari 2008   | Slovenië – Denemarken  | 1–2               | Vriendschappelijk | 1.500             |